# Teresa Guilherme
Teresa Guilherme (n. María Teresa Vieira Guilherme, Sobreira Paredes, 27 de junio de 1955) es una presentadora, productora de televisión y actriz portuguesa de Televisão Independiente (TVI).

## Televisión

### Presentadora
| Año         | Programa                       |
| ----------- | ------------------------------ |
| 1991        | Acontecimentos, Lda.           |
| 1991 - 1992 | Eterno Feminino                |
| 1991        | Hermanias: Especial Fim de Ano |
| 1992        | Casa Cheia                     |
| 1992 - 1993 | Olha que Dois                  |
| 1993        | Chá das Cinco                  |
| 2004        | Um, Dois, Três                 |

| Año         | Programa                           |
| ----------- | ---------------------------------- |
| 1993 - 1994 | E o Resto é Conversa               |
| 1993        | Labirinto                          |
| 1995        | Não Se Esqueça da Escova de Dentes |
| 1995        | Ousadias                           |
| 1997        | Confissões                         |
| 1998        | Programa do Além                   |
| 2006        | Aqui não Há Quem Viva              |
| 2006 - 2007 | 7 Vidas                            |
| 2007        | Vingança                           |
| 2007 - 2008 | Resistirei                         |
| 2008        | Momento da Verdade                 |

| Año             | Programa                                                         |
| --------------- | ---------------------------------------------------------------- |
| 2000            | Big Brother (1ª edición)                                         |
| 2001            | Big Brother (2ª edición)                                         |
| 2001            | Mulheres de A a Zé                                               |
| 2001            | Survivor                                                         |
| 2001            | Big Brother (3ª edición)                                         |
| 2002            | Academia de Estrelas                                             |
| 2002            | As Manhãs da TVI                                                 |
| 2002            | Big Brother Famosos (1ª edición)                                 |
| 2002            | Big Brother Famosos (2ª edición)                                 |
| 2003            | Big Brother (4ª edición)                                         |
| 2003            | Q.I. Quem É Mais Inteligente?                                    |
| 2003            | Rosa Choque                                                      |
| 2011            | Secret Story - Casa dos Segredos (2ª edición)                    |
| 2012            | Secret Story - Casa dos Segredos (3ª edición)                    |
| 2013            | Secret Story - Casa dos Segredos: Desafío final (1ª edición)     |
| 2013            | Big Brother VIP                                                  |
| 2013            | Secret Story - Casa dos Segredos (4ª edición)                    |
| 2014            | Secret Story - Casa dos Segredos: Desafío final (2ª edición)     |
| 2014            | Giras & Falidas                                                  |
| 2014            | Juntos no Verão                                                  |
| 2014            | Secret Story - Casa dos Segredos (5ª edición)                    |
| 2015            | Secret Story - Casa dos Segredos: Desafío final (3ª edición)     |
| 2015            | Secret Story - Casa dos Segredos: Luta Pelo Poder                |
| 2015 - 2016     | The Money Drop - Entre a Ganhar                                  |
| 2015            | A Quinta                                                         |
| 2016            | A Quinta: O Desafío                                              |
| 2016            | Juntos, Fazemos a Festa                                          |
| 2016            | Love On Top (1ª temporada)                                       |
| 2016            | Love On Top (2ª temporada)                                       |
| 2016            | Love On Top (3ª temporada)                                       |
| 2016            | Secret Story - Casa dos Segredos (6ª edición)                    |
| 2016            | Especial de Natal de TVI                                         |
| 2017            | Secret Story - Casa dos Segredos: Desafío final - Agora ou Nunca |
| 2017            | Biggest Deal                                                     |
| 2017 - presente | Rubrica "A Casamenteira" de Você en la TV                        |
| 2017 - presente | A Casamenteira                                                   |
| 2017 - presente | Confessionário                                                   |

| Ano             | Programa                                                         |
| --------------- | ---------------------------------------------------------------- |
| 2015            | A Quinta                                                         |
| 2016            | A Quinta: O Desafío                                              |
| 2016            | Love On Top (1ª edición)                                         |
| 2016            | Love On Top (2ª edición)                                         |
| 2016            | Love On Top (3ª edición)                                         |
| 2016            | Secret Story - Casa dos Segredos (6ª edición)                    |
| 2017            | Secret Story - Casa dos Segredos: Desafío final - Agora ou Nunca |
| 2017            | Biggest Deal                                                     |
| 2017 - presente | O Confessionário                                                 |

### En línea
- 2017 - A Casamenteira, no seu blog Like3za.pt e rubrica no programa Você en la TV! de la TVI

### Actriz
- 2006 - A Partilha (Selma)
- 2006-2007 - Sete Vidas (Lurdes) SIC
- 2007 - Vingança (Carolina Lacerda) SIC
- 2007-2008 - Floribella (Margarida Valente) SIC
- 2008 - Aqui não Há Quem Viva (Madre de Luísa) SIC
- 2007-2008 - Resistirei (Leonor Sacramento) SIC
- 2012 - Giras & Falidas (Como ella misma) TVI